# 博多站
博多站（日语：〔〕／ Hakata eki */?）位於日本福岡縣福岡市博多區博多站中央街，是九州旅客鐵道（JR九州）、西日本旅客鐵道（JR西日本）及福岡市交通局（福岡市地下鐵）的鐵路車站。

## 概要

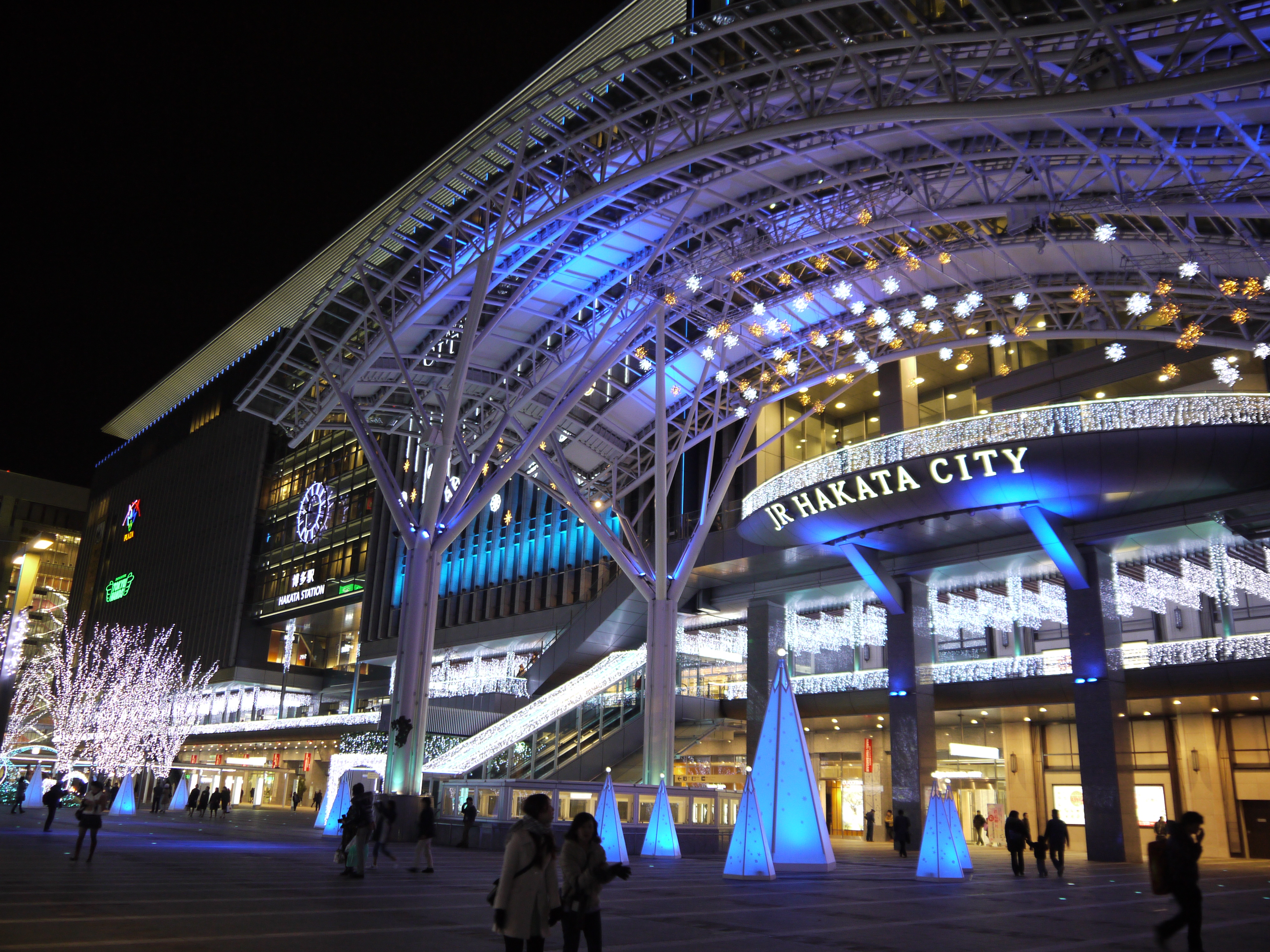
夜景

博多車站是九州以及福岡市的代表性車站，同時是九州最大的車站。從這裡出發的特急列車連結九州各主要都市，福岡都市圈的快速・準快速・普通列車也以本站作為重要樞紐。特急列車的到發數是全日本最多。本站是山陽新幹線的終點、九州新幹線的起點，以及東海道・山陽新幹線的最西端，往廣島・大阪・名古屋・東京方向的新幹線列車均到發本站。東海道山陽新幹線的回送列車到達此站後經回送線回到博多總合車輛所進行保養，此回送線同時作為博多南線為旅客服務。
福岡市地下鐵空港線的博多站位於JR月台的正下方。空港線內本站的使用人數僅次於天神車站，居第二位，是同線的重要車站之一。
各在來線與九州新幹線由JR九州管轄，山陽新幹線由JR西日本管轄，地下鐵由福岡市交通局管轄。

## 車站構造
車站西側（在來線側）出口為博多口、車站東側（新幹線口）出口為筑紫口。

### JR九州
月台位於2樓，設有4面8線。

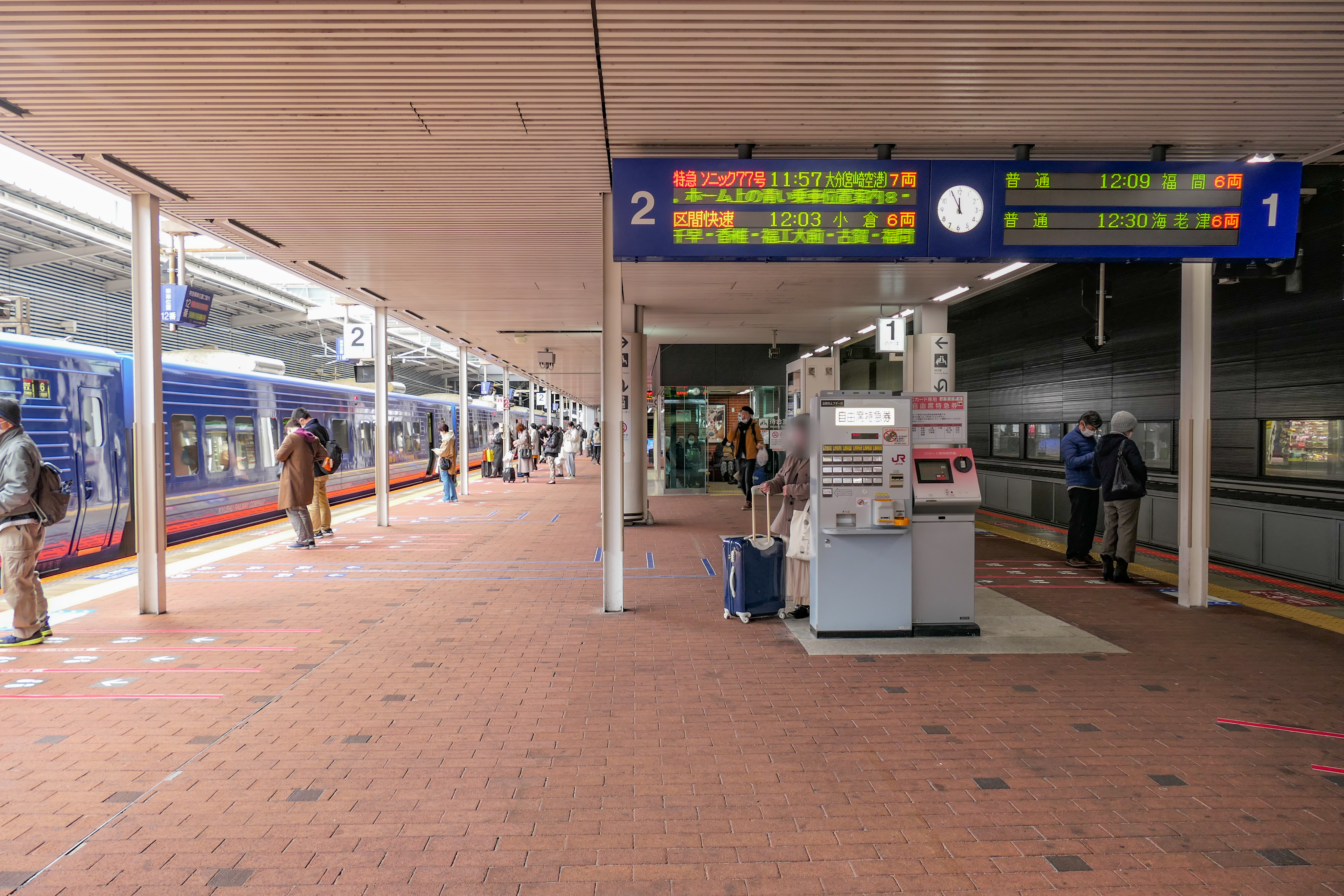
1・2號月台
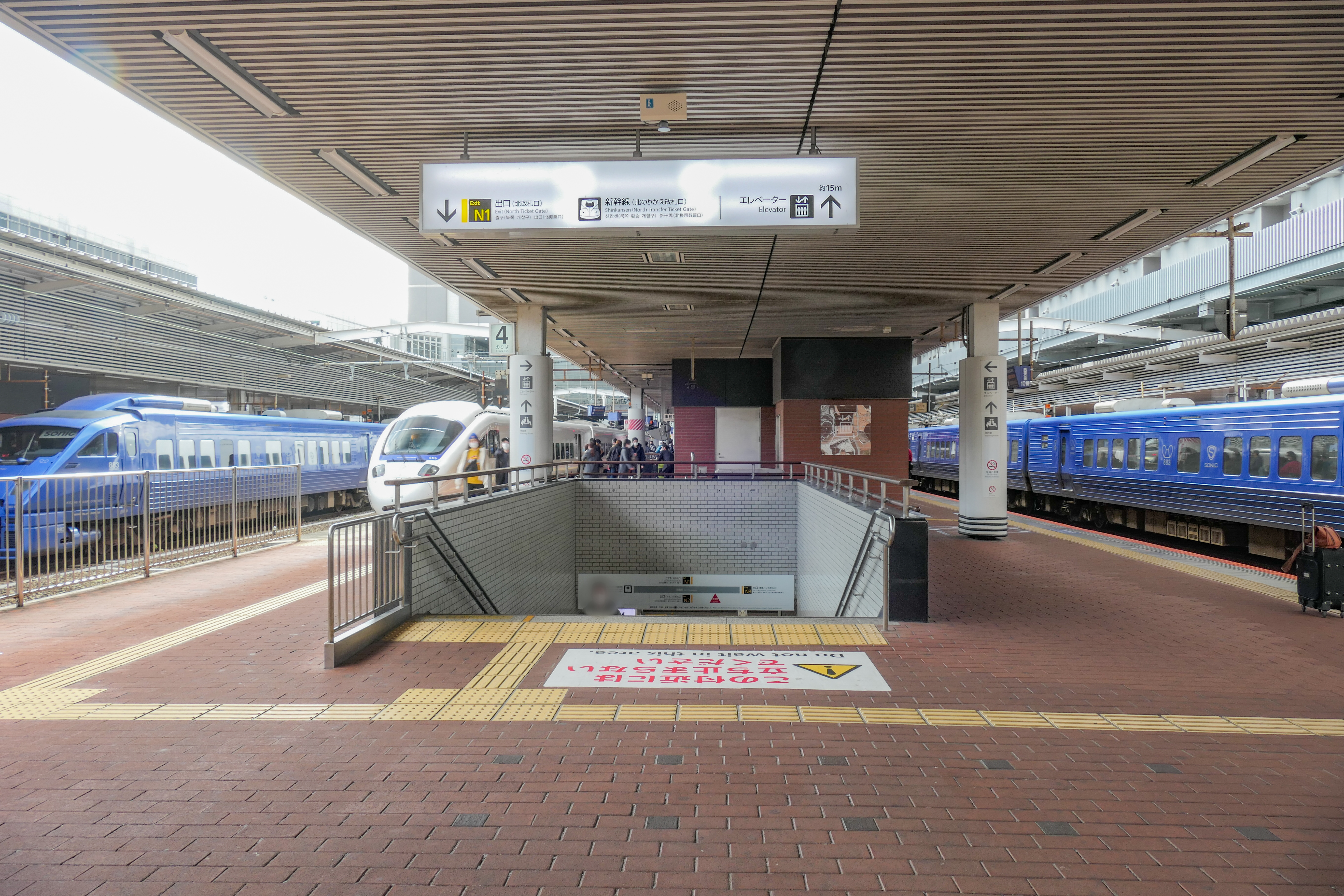
3・4號月台
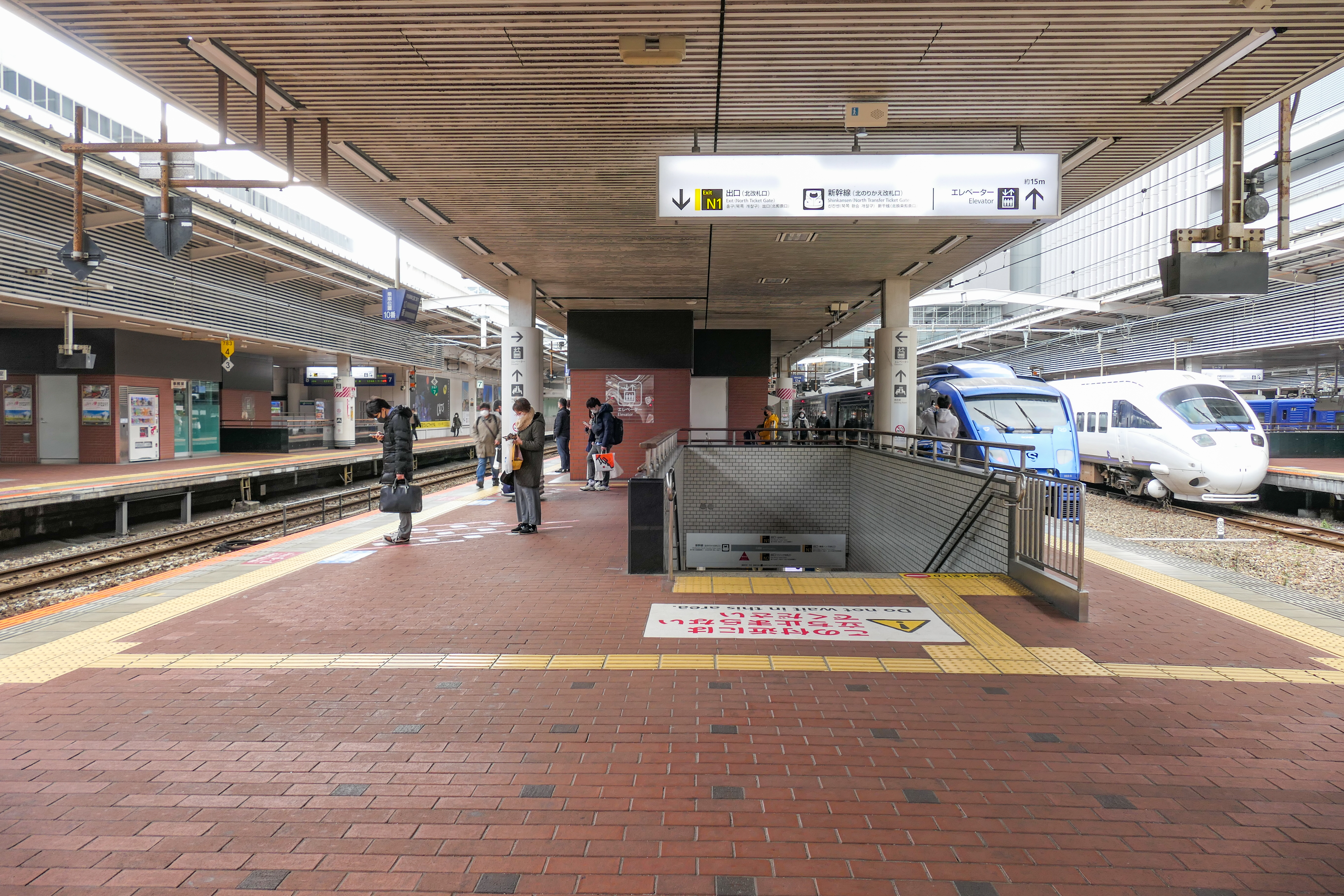
5・6號月台
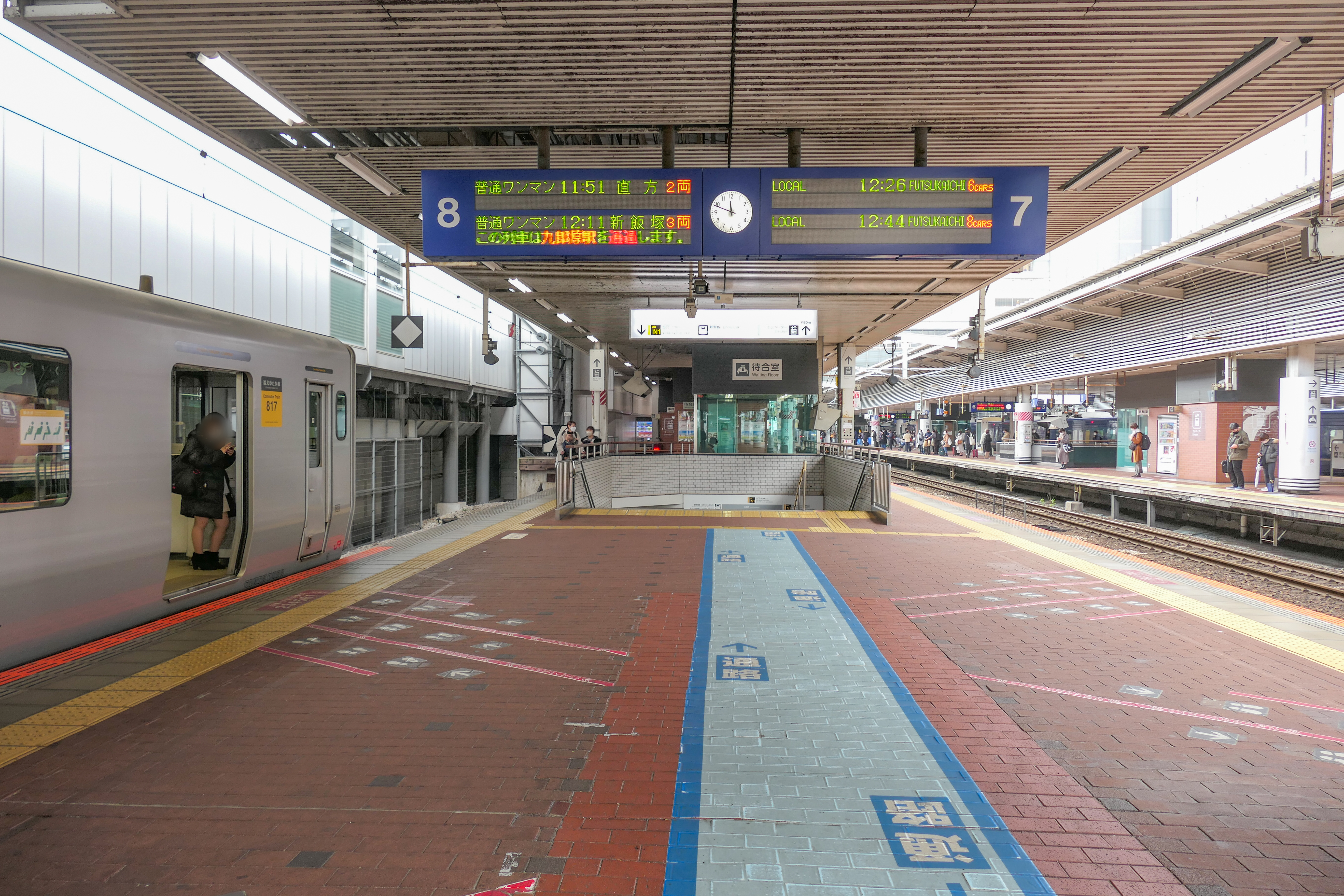
7・8號月台
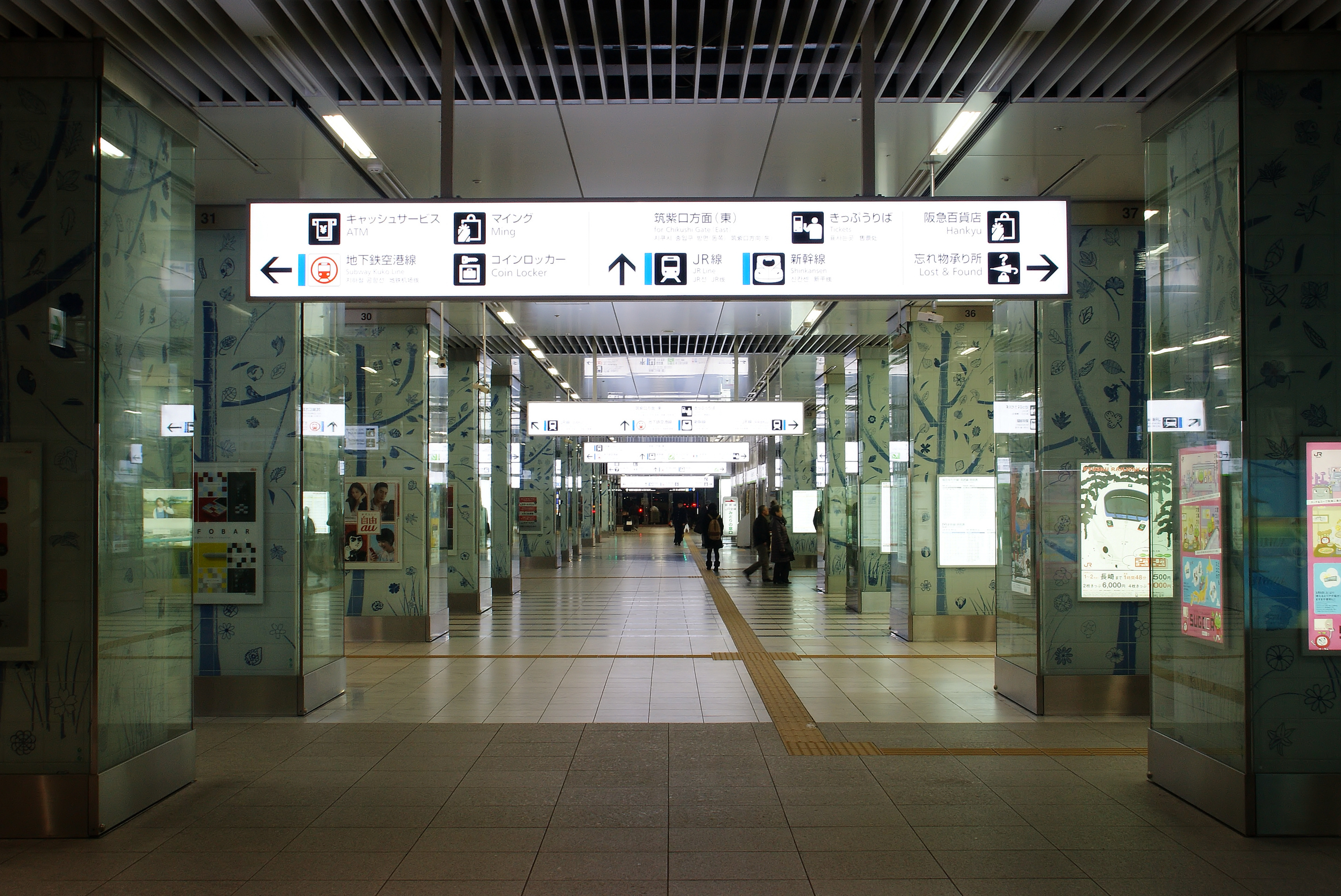
中央大堂
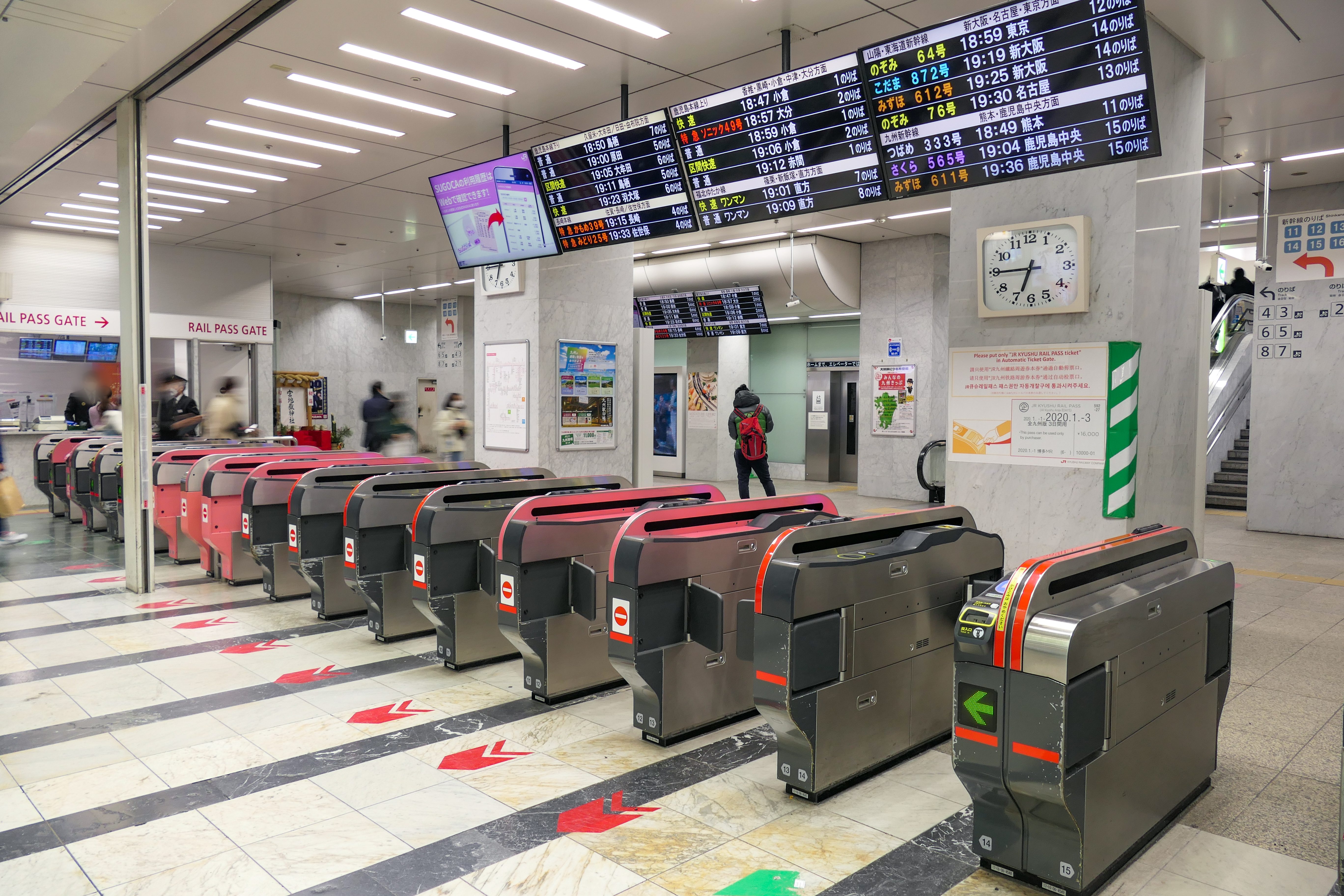
在来線中央驗票口
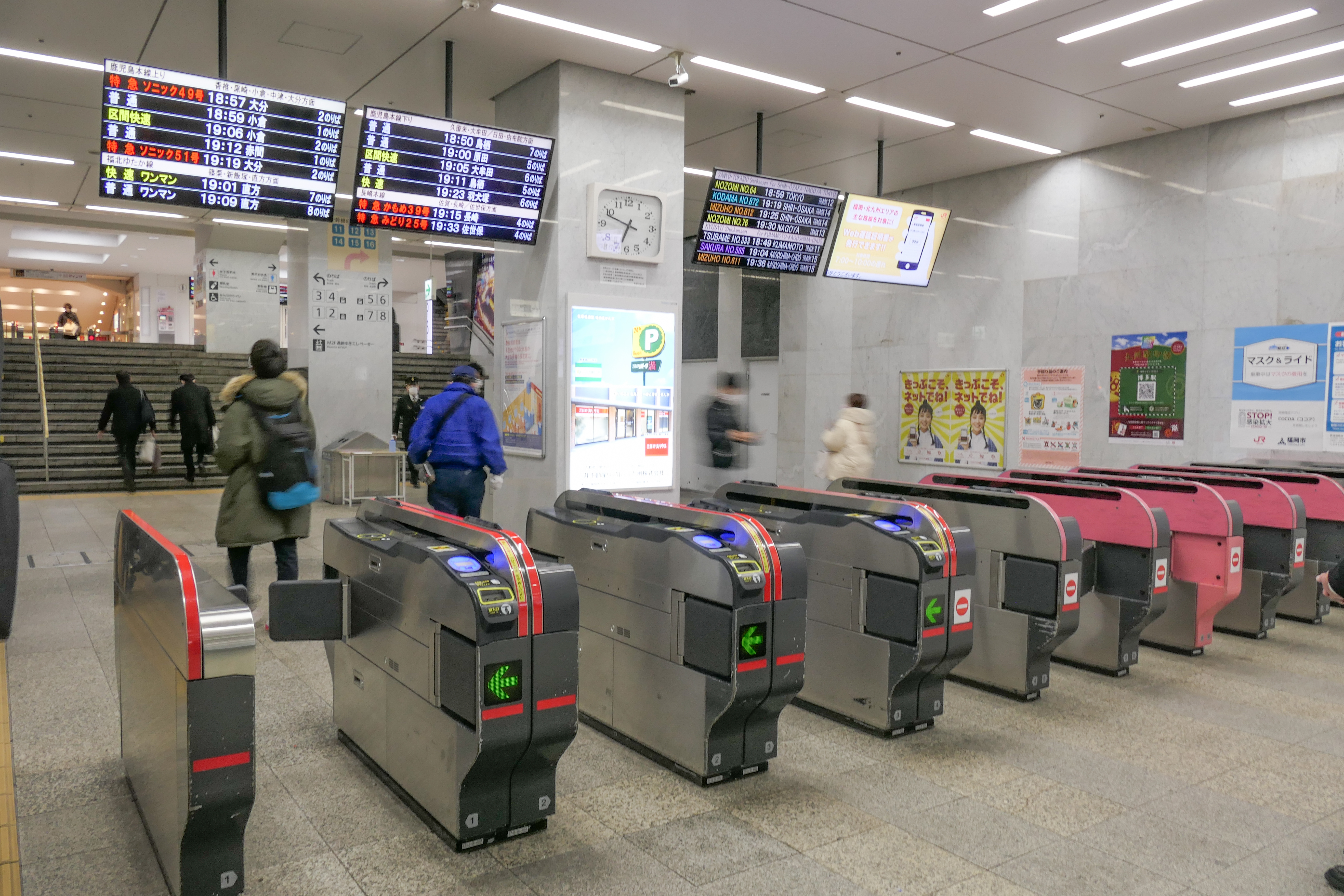
在来線北驗票口
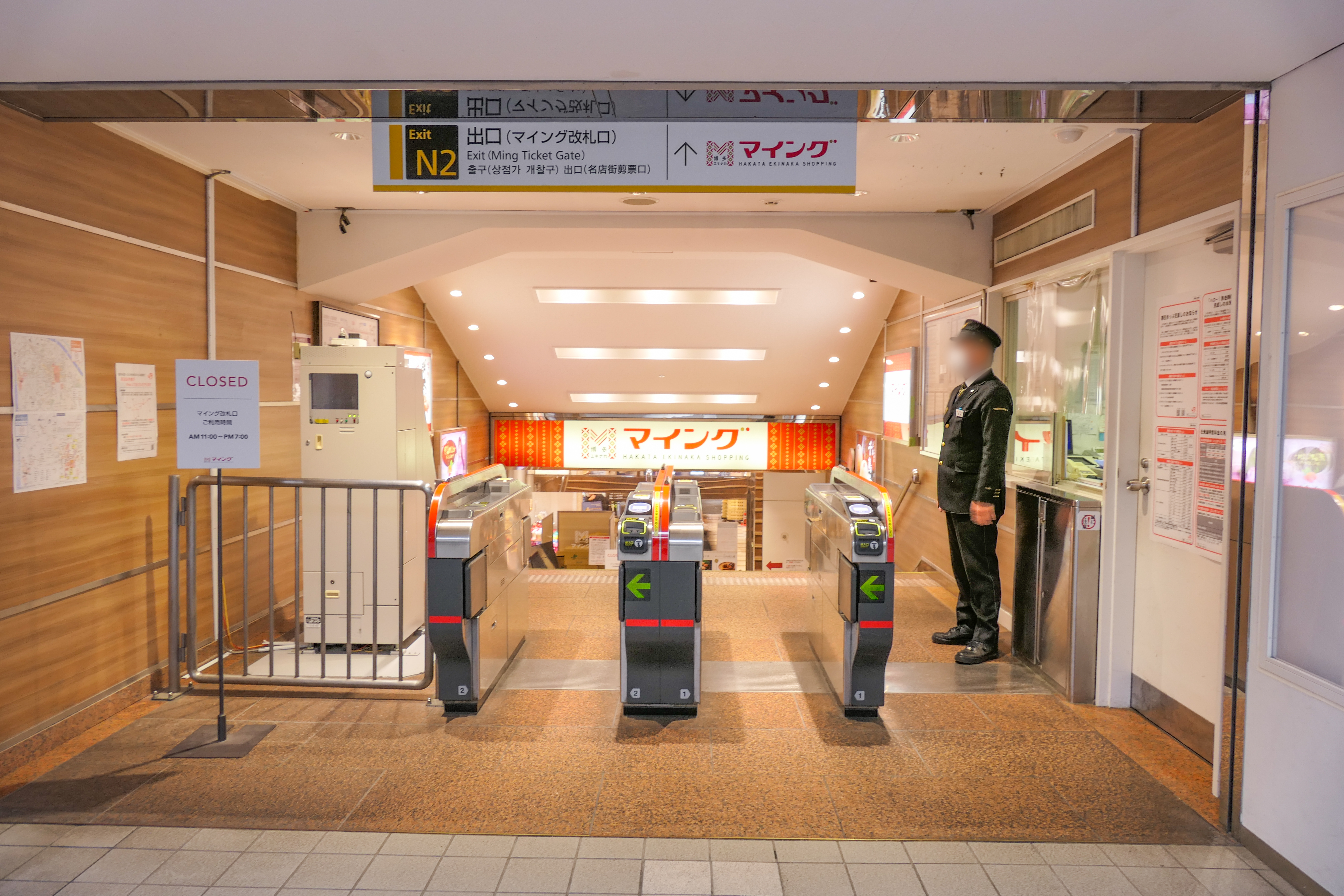
MING 驗票口
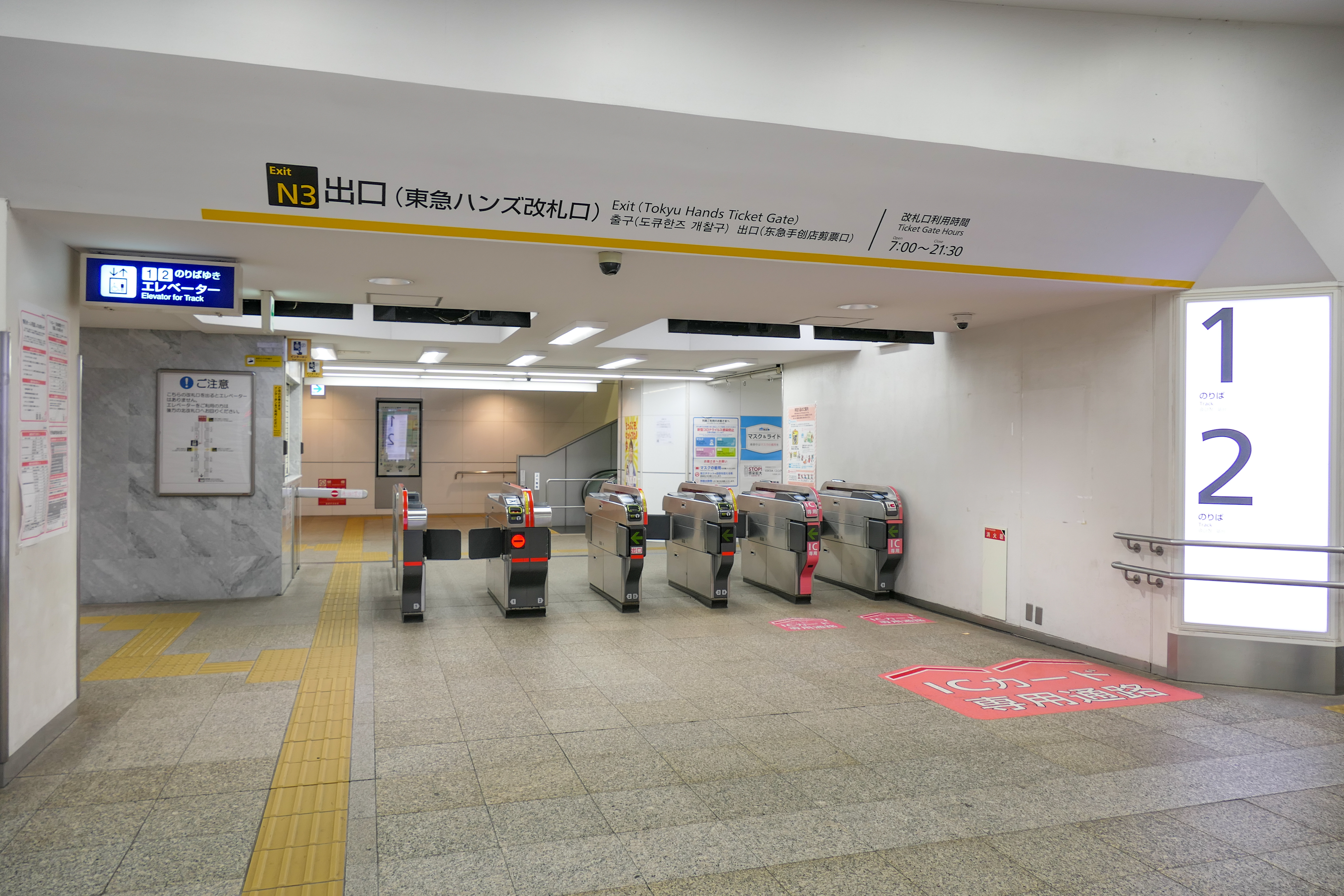
東急 Hands 驗票口
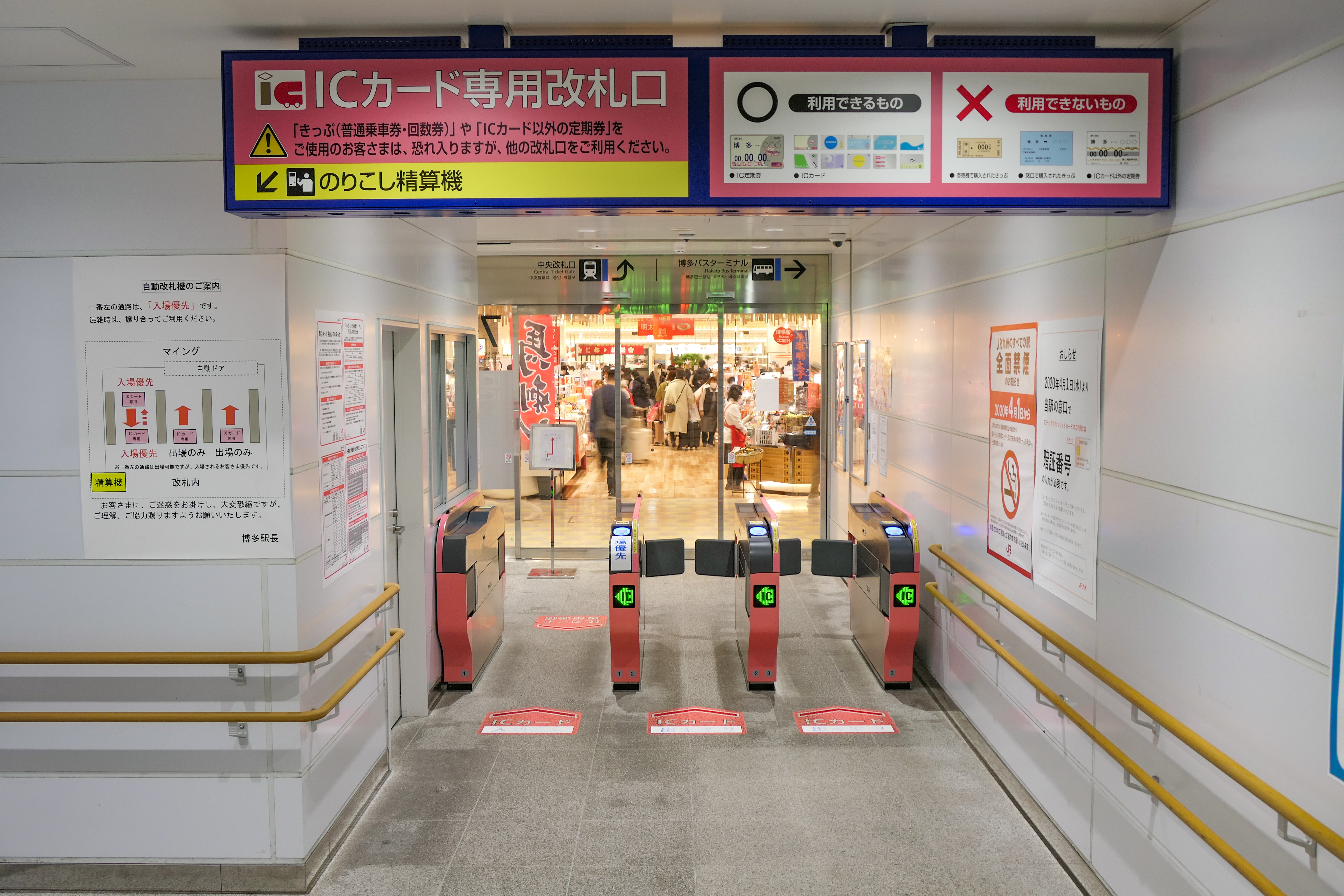
7・8號月台直通IC卡専用驗票口
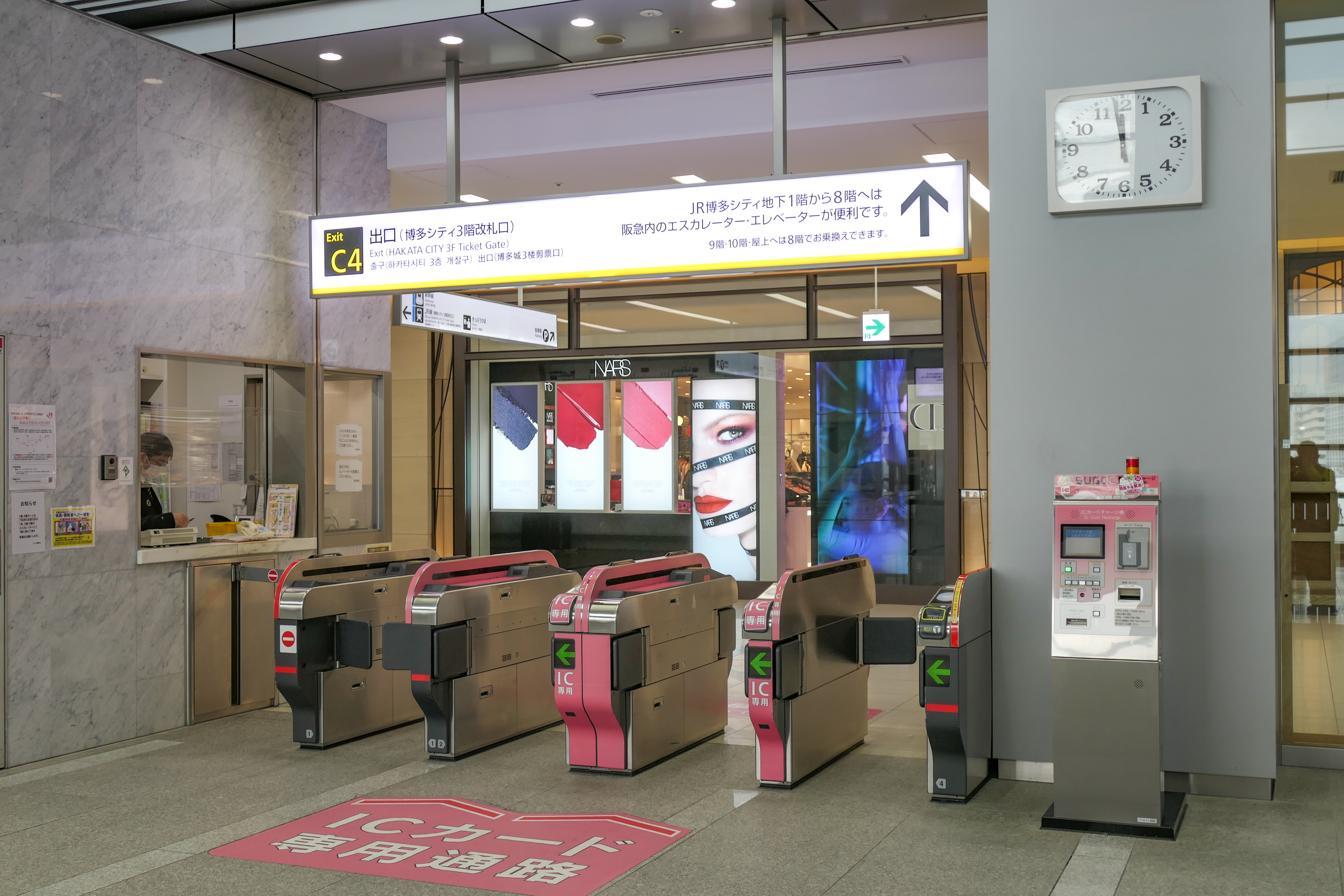
博多 City 3樓驗票口
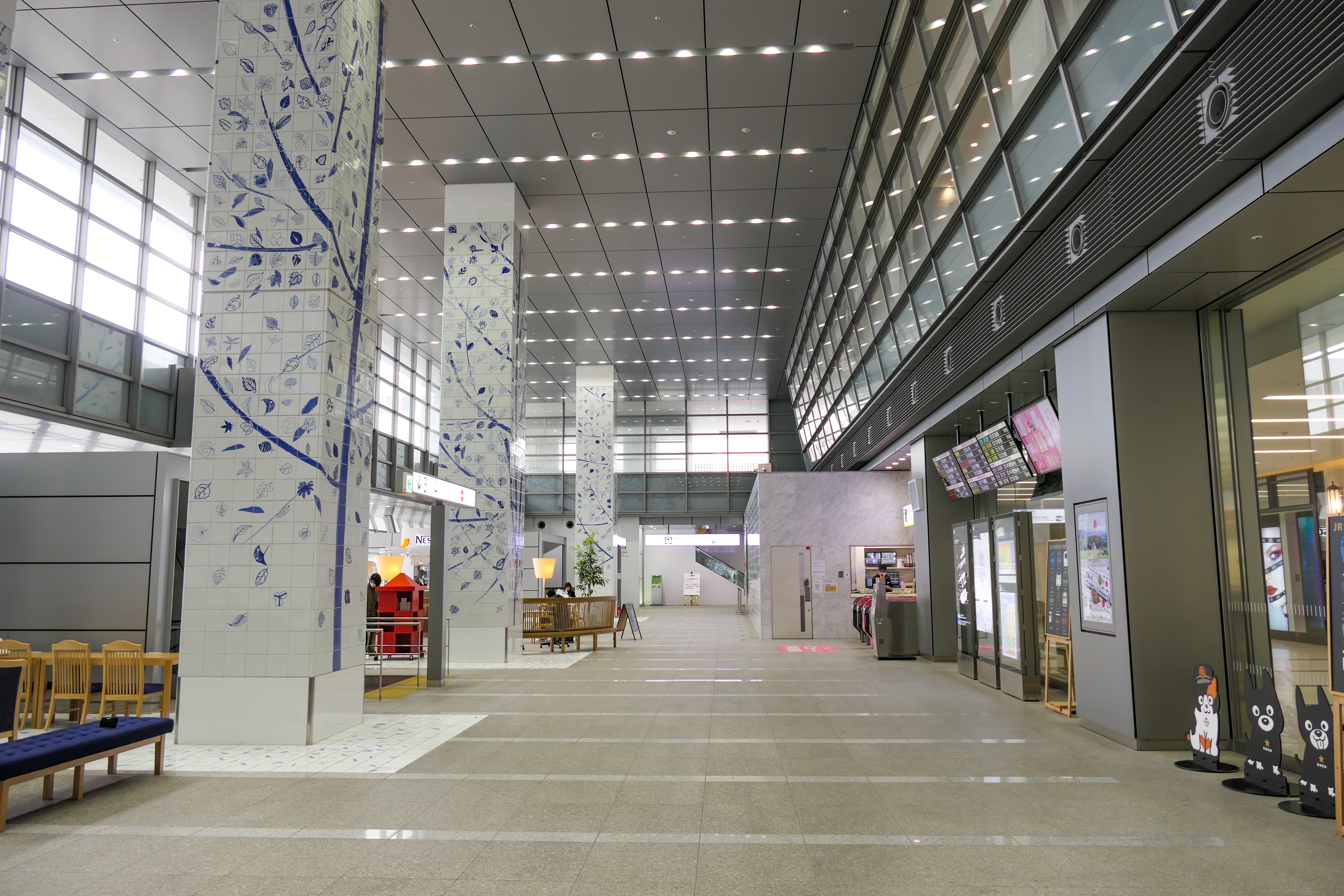
博多 City 3 樓驗票口内
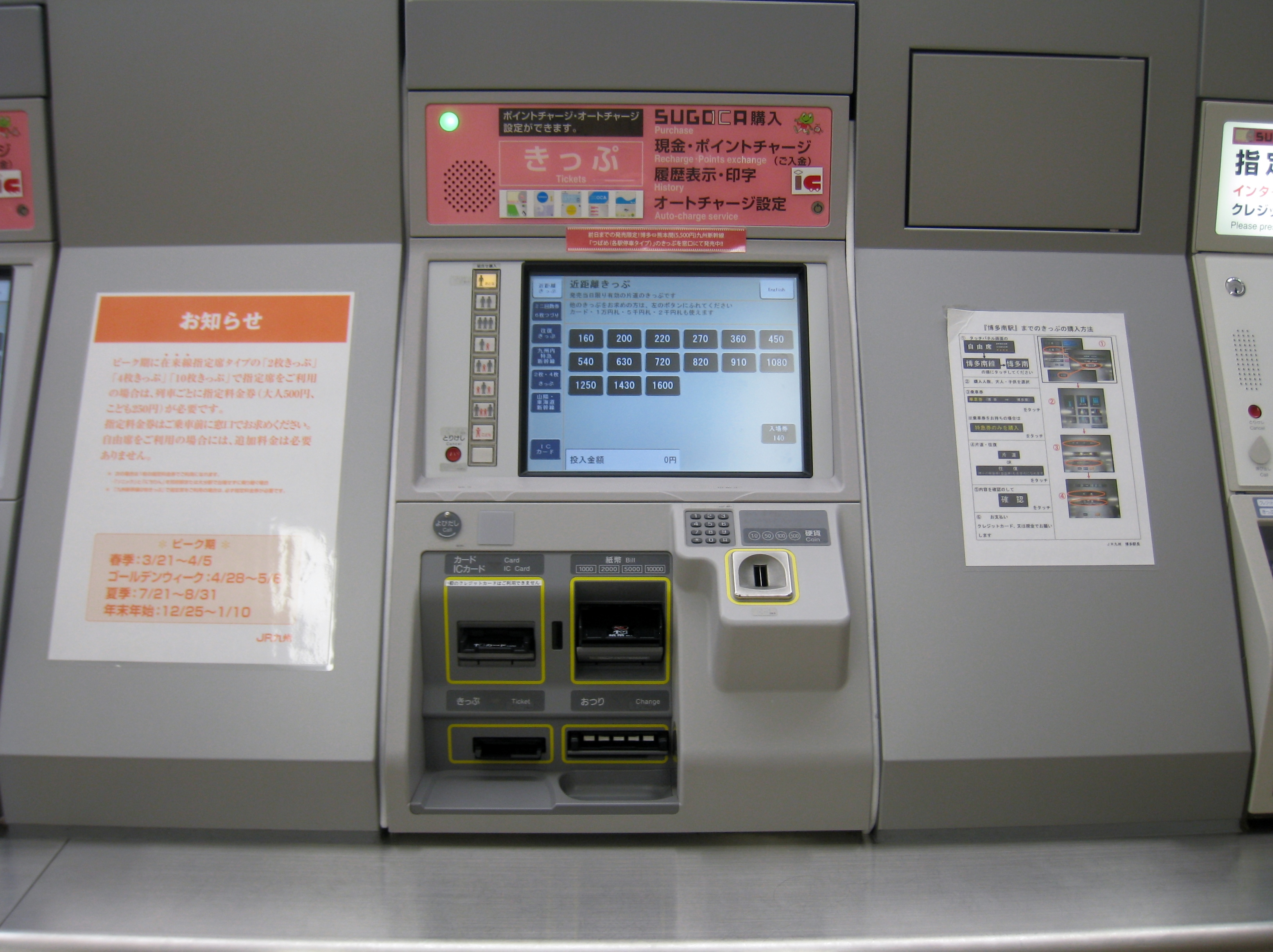
售票機(博多 City 3樓 驗票口)
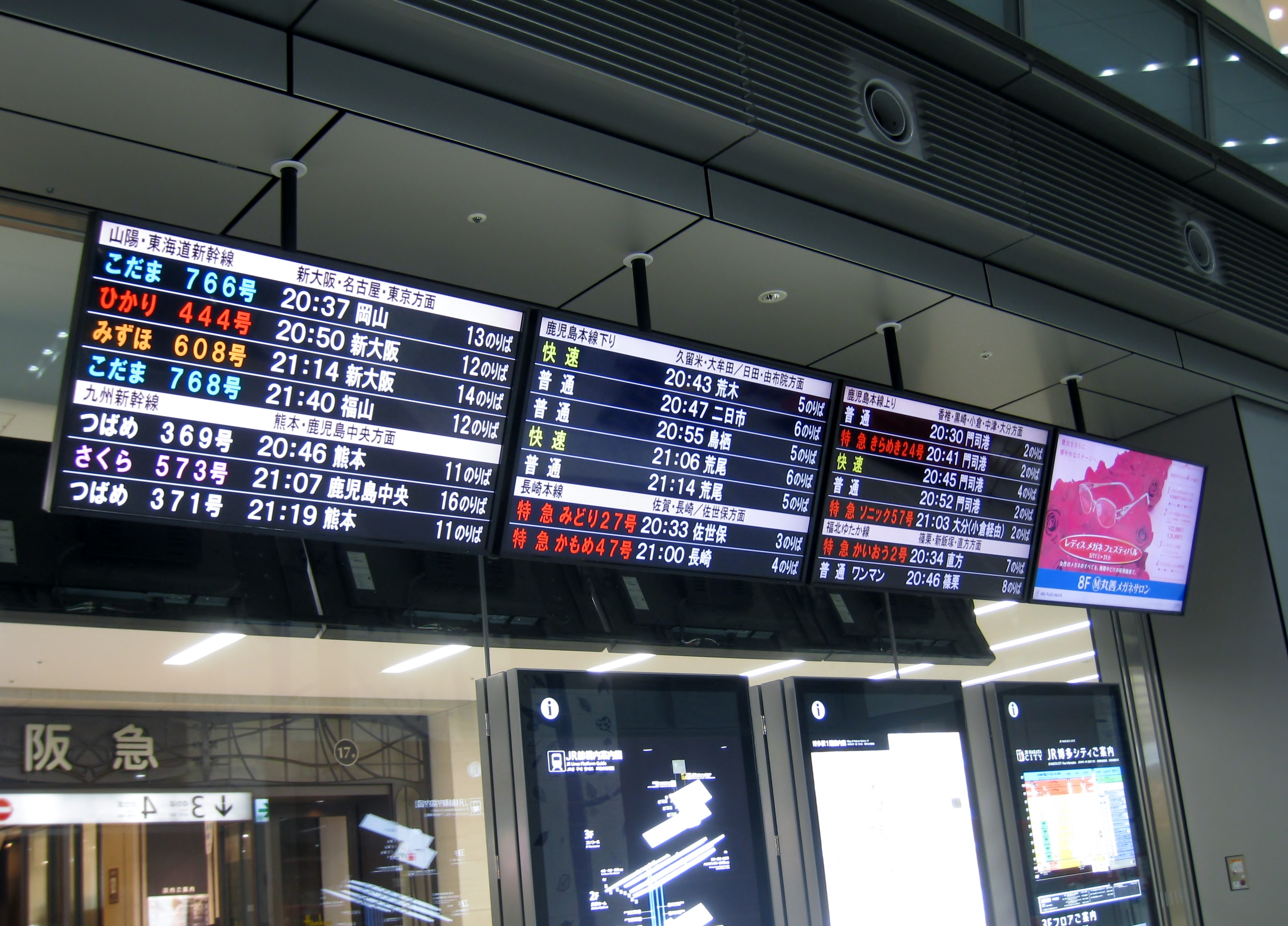
LCD發車標（博多 City 3樓 驗票口）

#### 月台配置
| 月台 | 路線       | 方向              | 目的地                           | 備註                             |
| ---- | ---------- | ----------------- | -------------------------------- | -------------------------------- |
| 1－4 | 鹿兒島本線 | 上行              | 赤間、折尾、小倉、門司港方向     | 特急「火花」                     |
| 1－4 | 鹿兒島本線 | 上行              | 赤間、折尾、小倉、門司港方向     | 一部分列車在5號月台發車          |
| 1－4 | 鹿兒島本線 | 上行              | 行橋、中津、別府、大分方向       | 特急「音速號」、「日輪SEAGAIA」  |
| 3、4 | 鹿兒島本線 | 下行              | 佐賀、長崎、佐世保、豪斯登堡方向 | 特急「鷗」、「綠」、「豪斯登堡」 |
| 5－7 | 鹿兒島本線 | 下行              | 二日市、鳥、荒木、大牟田方向     |                                  |
| 5－7 | 鹿兒島本線 | 下行              | 日田、由布院、大分方向           | 特急「由布」、「由布院之森」     |
| 7、8 | 福北豐線   |                   | 篠栗、飯塚、直方方向             | 特急「魁皇」                     |
| 7、8 | 福北豐線   | 主要在8號月台發車 | 篠栗、飯塚、直方方向             |                                  |

### JR西日本
月台位於3樓，設有3面6線。新幹線月台直上為辦公大樓「新幹線博多大樓」、正下為商業設施博多Deitos。

#### 月台配置
| 月台       | 路線                 | 目的地                               | 備註                       |
| ---------- | -------------------- | ------------------------------------ | -------------------------- |
| 11         | 九州新幹線           | 熊本、鹿兒島中央方向                 | 只限此站到發列車           |
| 11         | ■博多南線            | 往博多南                             | 只限此站到發列車           |
| 12、13     | 山陽新幹線           | 廣島、岡山、新大阪、名古屋、東京方向 | 「希望」主要於12號月台開出 |
| 14         | 山陽新幹線           | 廣島、岡山、新大阪、名古屋、東京方向 |                            |
| 九州新幹線 | 熊本、鹿兒島中央方向 |                                      |                            |
| ■博多南線  | 往博多南             |                                      |                            |
| 15、16     | 九州新幹線           | 熊本、鹿兒島中央方向                 |                            |
| 15、16     | ■博多南線            | 往博多南                             |                            |

### 福岡市地下鐵
地下鐵機場線車站為島式月台1面2線的地下車站，位於地下3樓。靠近東比惠站一側有入庫軌道，限定期列車的末班車使用。而地下鐵七隈線車站位置則設置在博多口一側站前廣場下方，步行至地下鐵機場線車站150公尺。

#### 月台配置
| 月台 | 路線   | 目的地                                |
| ---- | ------ | ------------------------------------- |
| 1    | 機場線 | 往福岡機場                            |
| 2    | 機場線 | 天神、姪濱、筑肥線 筑前前原、唐津方向 |
| 3    | 七隈線 | 往天神南、橋本方向                    |
| 4    | 七隈線 | 往天神南、橋本方向                    |

## 利用狀況
1日平均乘車人數合計約17万人。九州車站中最多。
- JR九州 - 1日平均乘車人員 98,353人（2008年度） - JR九州中最多。 （页面存档备份，存于）
- 福岡市交通局 - 1日平均乘車人員 54,942人（2008年度） （页面存档备份，存于）
- JR西日本 - 1日平均乘車人員 16,776人（2006年度）

## 車站周邊
車站位於福岡市市中心，周圍是繁華的商業街，行人絡繹不絕。

### 博多車站大樓（JR博多城市）
- 博多DEITOS
- ming博多站名店街
- 博多站地下街（一番街從2007年4月起停業，翻修後於2011年於JR博多車站大樓同時開業）

### 博多口
- 博多站交通中心（巴士總站）
- 西鐵巴士博多自動車營業所
- JR九州巴士博多支店
- BOOK・OFF福岡博多口店
- 運河城市博多（西側約1km）
  - 福岡縣紅十字血液中心（運河城市献血所）
  - 福岡大凱悅酒店
- ANA福岡皇冠廣場酒店（舊・博多全日空酒店）
- 福岡日航酒店
- 福岡朝日大樓
  - 朝日新聞福岡總部
  - 博多舒適酒店（舊・車站廣場酒店）
- 博多Dukes酒店
- 博多城市酒店
- 八百治博多酒店
- 博多Cabinas酒店
- 福岡coms酒店（舊・三井福岡都會酒店）
- 博多區政府
- 博多警察署
- 博多郵局
- 西日本城市銀行本店（舊・福岡城市銀行本店）
- 西日本城市銀行福岡支店（舊・西日本銀行本店）
- 明治公園
- 出來町公園（1963年搬遷之前的博多站所在地的一部分）
- 藤田公園
- 人参公園
- 精華女子高等學校
- 福岡市立住吉小學校
- 楽天KC總部

### 筑紫口
酒店
- 博多centraza酒店
- 博多cliocourt酒店
- Sunlife酒店2號・3號
- 博多Green酒店
- 博多都酒店
- 東洋酒店＜福岡＞
- 博多第一酒店
- 福岡Sarai酒店
- 世紀藝術酒店
- JR九州福岡酒店
- 博多Grand水晶酒店
- 博多terminal酒店
- 福岡凱悅傳奇
- WITH THE STYLE FUKUOKA

其他
- 麻生塾
- 東福岡自彊館中學校・東福岡高等學校
- EX-SIDE博多
- 友都八喜博多多媒體城
- Heart-in博多站店
- 羅森Centraza博多店
- 全家
- am/pm
- 西日本城市銀行博多站東支店(*)
- 山口銀行博多站東支店
- 福岡合同庁舎（國家機關）
- 福岡縣東總合庁舎
- 福岡市立堅粕小學校
- 福岡市立東住吉小學校・中學校
- 博多Starlanes（保齡球場）
- 音羽公園
- 國道385號
- 御笠川
- 福岡高速2號線博多站東出入口
- 國道3號

(*)該行原有博多站筑紫口支店，2006年11月於其他分行合併。其後同店駐地被改造為自助銀行，但隨後於2008年關閉。

## 巴士
車站西北側有博多站交通中心與之鄰接。從博多站交通中心有西鐵巴士的福岡市内・近郊路線以及昭和巴士・JR九州巴士等公司的高速巴士發着。

## 歷史

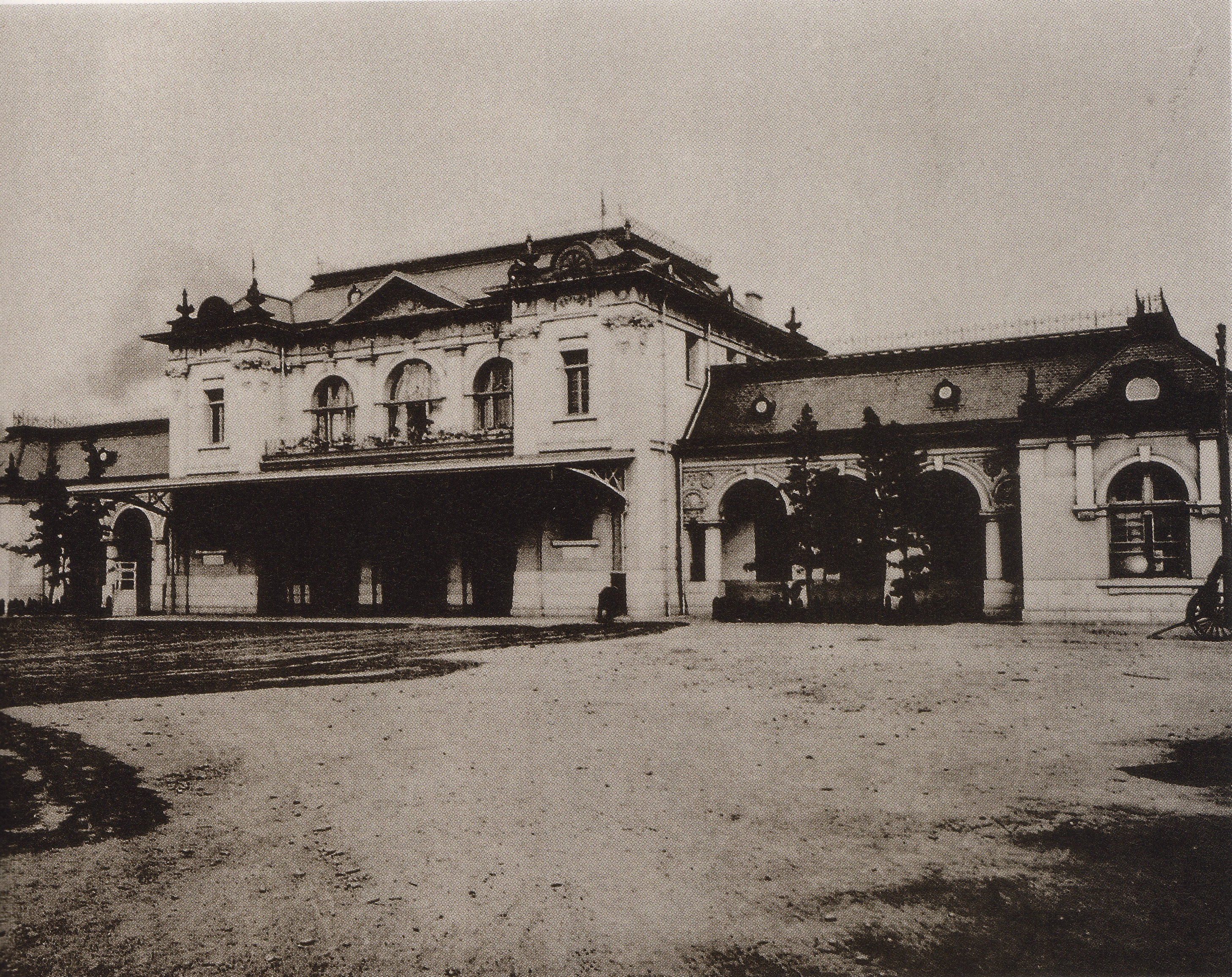
1909年（明治42年）3月落成的第2代博多站

博多站共經過3次搬遷。九州最初的鐵道九州鐵道（初代）博多 - 千歳川暫用停車場（位於久留米站北側、筑後川北岸）間開通時，第1代博多站於1889年（明治22年）12月11日在現在的出來町公園附近開業。1890年（明治23年）9月28日，赤間-博多開業的同時，博多站移設至現在地下鐵祇園站附近。站舎月台為島式月台2面，外側線路為儘連結本線一側的留置線。
隨著經濟發展，鐵道輸送量急速增加。作為九州地區最大的鐵道車站，博多站啟動了搬遷改建計劃。當時有向御笠川（石堂川）對岸的堅粕村的轉移計劃，但由於地價持續上昇，最終選擇在現在地改建。1906年（明治39年）1月13日暫用站房完工，至8月新站舎完工。1907年（明治40年）7月1日九州鐵道國有化後，車站建設工程由國鐵繼續進行。
1909年（明治42年）3月3日新站舎完成。新站舎為磚造2層，總面積3,160 平方米，當時花費11万8000日圓，是一棟連廁所也使用大理石裝飾的豪華建築物。月台為2面，旅客列車使用3線發到。島式月台外側有貨物用側線，最南側為貨物用月台。

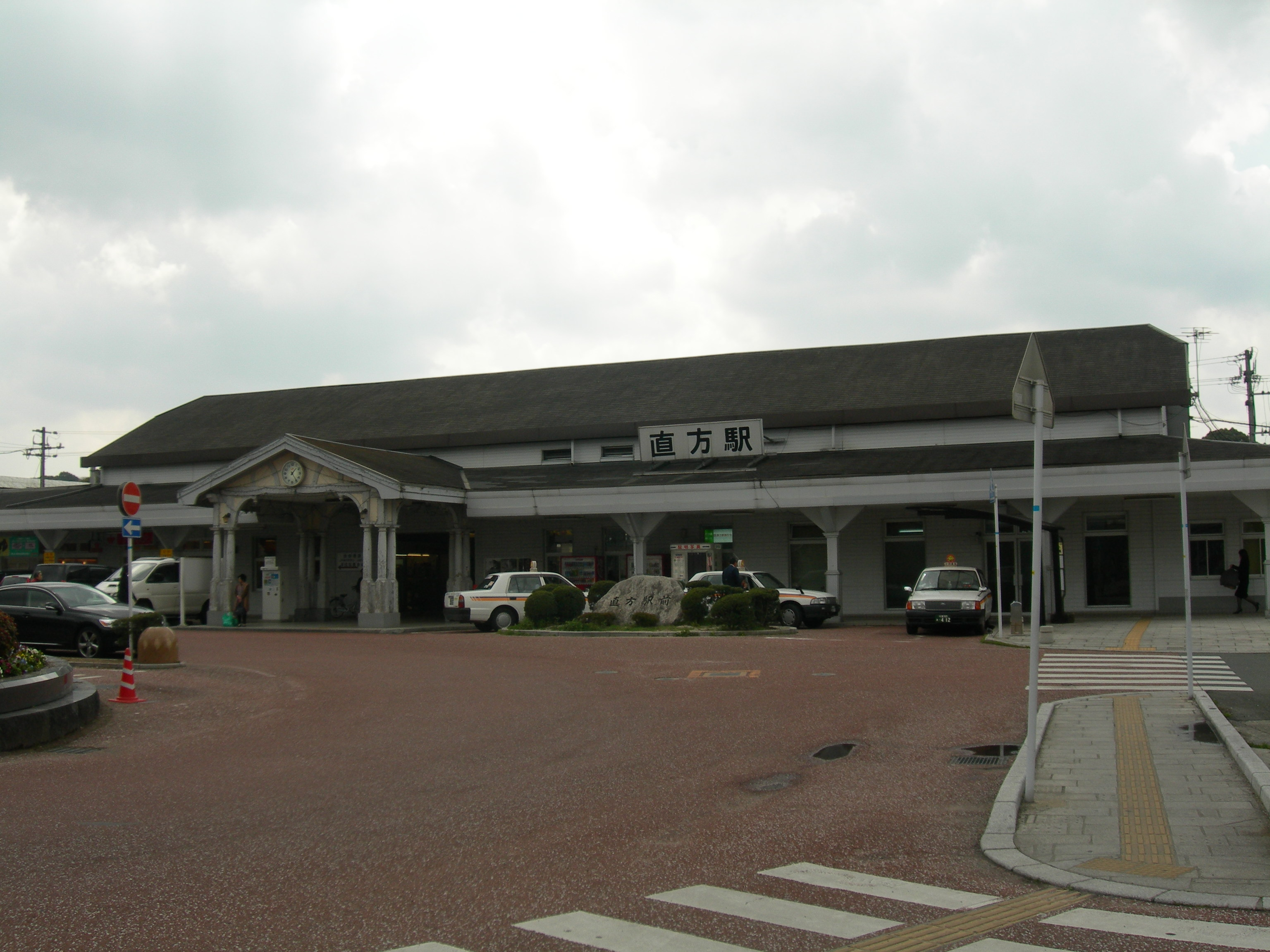
初代博多站舎移設改築為直方站

關於第2代站舎完成之後的初代站舎，有改築為鄰接的吉塚站之説，亦有改築為直方站之説。
其後，由於貨物處理量增加，早於1914年（大正3年），站内便實行擴張工程，增設貨物處理設備。此間，1911年（明治44年）5月17日，吉塚站側的篠栗線單線部分複線化，1919年（大正8年）10月15日南側亦完成與二日市站間的複線化。
1925年（大正14年）11月20日，北九州鐵道新柳町站（之後的筑前高宮站） - 南博多站間開通。其後於新柳町 - 南博多間設置了南博多分岐點（之後升級為住吉信號所），1926年（大正15年）10月15日北九州鐵道也修進了博多站，隨後南博多站由客運站改為貨運站。由於博多站貨物需要持續增加，雖然一部份轉往南博多站（通稱住吉貨物處理場）處理，但仍無法滿足處理需要，導致吉塚站，筑前高宮站，博多港站等站亦轉為客貨兩用站。1937年（昭和12年）10月1日，北九州鐵道亦完成國有化，改設為國鐵筑肥線。
第2代博多站於1939年（昭和14年）再次計劃移設重建。1942年（昭和17年）1月遞交都市計劃申請，1943年（昭和18年）4月予以承認，但在戰争激化的11月中止。1945年（昭和20年）6月20日，博多站在福岡大空襲時嚴重受損。
第二次世界大戰後博多站的繁忙程度到達上限，因此1947年（昭和22年），所有的貨物列車被要求不停靠博多站，博多站發着的貨車改為在吉塚站重編的形式運行，大大減輕了博多站的壓力。另外，原來的貨物月台改為第3旅客月台、旅客月台由2面變為3面。
隨著福岡市的急速發展，博多站的旅客運送量持續擴大，舊站舎難以滿足旅客需要。特別是盥洗室數量不足於站台面積狹小的問題尤為嚴重，在高峰期間站台幾乎已無法容納眾多從周邊車站轉來博多站換乘的旅客。另外，由於進出車站的列車眾多，導致車站附近的平交道需要經常閉合，高峰期甚至1小時內有50分鐘都處於閉合狀態。鑑於此，博多車站需要移建以及高架化。
戰爭時期的移轉擴張計劃於此再度啟動，1958年（昭和33年）12月決定建設為高架式的純旅客車站，並於1960年（昭和35年）7月竣工。新站完成時，在站內設立了替九州鐵道和東京鐵道做出貢獻的德國鐵路工程師——赫爾曼·魯姆舍特爾的紀念浮雕。1961年（昭和36年）6月1日，博多站貨場廢止，並轉移到吉塚站。同時期亦建成了處理整個福岡地區貨物處理的香椎操車場。同日，門司港至久留米的交流電化改造完成，博多站亦包含在此區間。

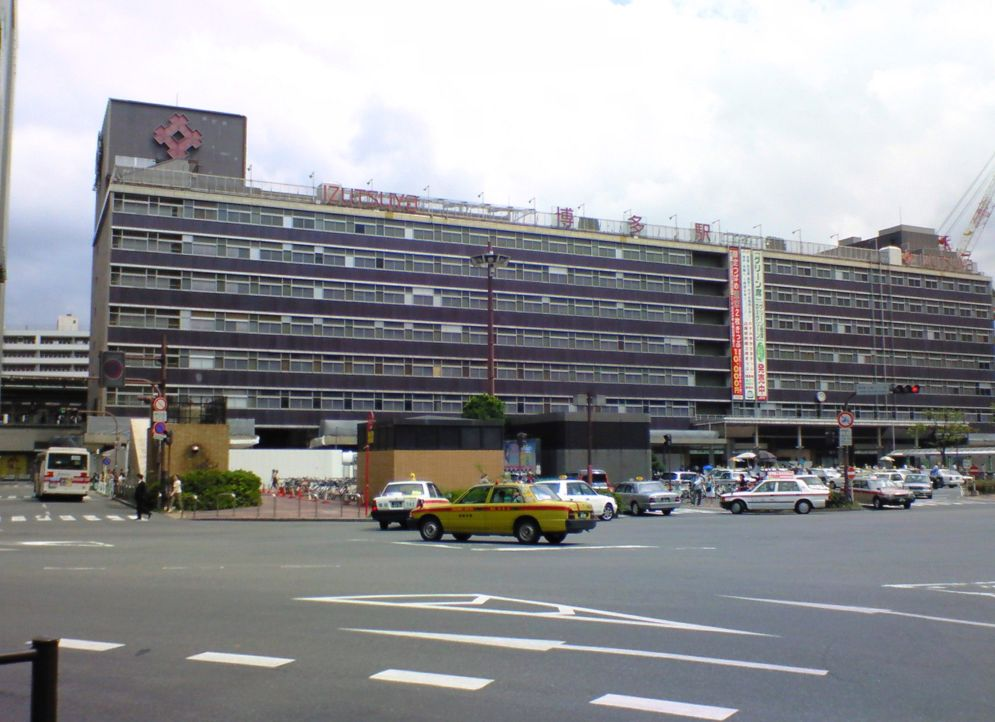
3代目站舎

- 1963年（昭和38年）12月1日，在第2代站舎的東南方，第3代站舎開業。本站的移設使得本來在福岡市中心為曲線的鹿兒島本線改成了直線，總營業距離縮短了0.5km。當天於0時52分發車的末班列車從舊站舎出發後，工作人員連夜搬遷，於4時28分從新站發出了第一班列車。
- 1968年（昭和43年）1月16日，為了參加反對美國海軍核動力航空母艦企業號靠岸的運動，而乘坐夜行快速列車於本站下車的過激派學生在站內於機動隊發生衝突（博多站事件）。
- 1975年（昭和50年）3月10日、山陽新幹線岡山-博多區間延伸開業。
- 1983年（昭和58年）3月22日福岡市交通局地下鐵的博多站開業，此時為暫用站。同時廢除國鐵筑肥線的姪濱站 - 博多站間區間，但筑肥線姪濱以西的電氣化國鐵列車可經地下鐵直通博多站。由於筑肥線建於地面，長期阻礙福岡市内道路交通，而且線路未電氣化且為單線，輸送力有限，因此廢除了姪濱 - 博多區間，由地下鐵代替連結。
- 1985年（昭和60年）3月3日福岡市交通局地下鐵博多站正式開業。
- 1987年（昭和62年）4月1日國鐵分割民營化，博多站在來線部分歸JR九州管轄，新幹線部分由JR西日本管轄。
- 1990年（平成2年）4月1日，新幹線車輛基地（博多總合車輛所）回送用的線路開放旅客營運，作為博多南線開業。
- 1991年（平成3年）3月16日 - 吉塚 - 博多間的鹿兒島本線與篠栗線分線化，新設9號月台。
- 1993年（平成5年）3月3日福岡市地下鐵延伸至福岡空港，線路名為空港線。
- 1999年（平成11年）
  - 6月29日，車站附近的御笠川由於暴雨氾濫，導致站內進水並全面停電。
  - 12月4日， JR九州開始使用自動剪票機。
- 2003年（平成15年）7月19日，由於暴雨導致御笠川氾濫，站內再次進水，JR九州的設施全部停電。
- 2005年（平成17年）2月27日 - JR西日本開始使用自動剪票機。
- 2005年（平成17年）起進行九州新幹線開業的準備工程，並啟動新車站大樓（第4代站舎）建設工程。
- 2008年
  - 12月14日，博多站舉行新幹線0系告別式
- 2010年
  - 3月13日，儲值感應票卡SUGOCA、nimoca、suica可以開始通用。
  - 12月，新幹線剪票口的發車告示牌改用LED顯示。
- 2011年
  - 2月5日，在來線中央剪票口的發車告示牌改用LCD顯示，東口於隔天開始改用。
  - 3月3日，新車站大樓（第4代站舎）開業。
  - 3月12日，九州新幹線從博多到新八代間全線通車營運。
- 2016年
  - 11月8日，博多車站前方道路於該日凌晨5點突傳塌陷，一開始是2處塌陷，經過2小時竟然已經擴大成吞噬5車道和兩側人行道的超大洞，寬27公尺、長30公尺、深15公尺，當局緊急封鎖大洞周邊350公尺禁止人車通行，並疏散附近9棟建築內所有人員，以防萬一[2]。
- 2023年
  - 3月27日，福岡市地下鐵七隈線延伸至本站[3]。

## 站名由來
博多站為福岡市的代表站，不是稱為「福岡站」，而是「博多站」，有其地理與歷史的理由。
到江戶時代為止，「福岡」是武家町、「博多」是町人町，都是很繁榮的都市。1889年（明治22年）4月「市制及町村制」公布時，福岡縣令博多與福岡合併成為「福岡市」，但九州鐵道車站定名為「博多」時市名還沒有決定。其後雖然「博多市」市名改名的提議被否決，但現在博多仍作為站名與區名保留。
另外，現在在福岡市內並沒有一座叫做“福岡站”的車站，僅有JR的南福岡站，西日本鐵道的西鐵福岡（天神）車站以及地下鐵的福岡空港站三座車站的站名中含有“福岡”二字。日本全國唯一的一座福岡站位於富山縣高岡市，偶爾有將此站誤以為福岡市的車站而走錯的事情發生。
位於岩手縣二戶市的二戶車站，於1891年設站時，以當地地名二戶郡福岡村名為「福岡站」，1921年更名為「北福岡站」，福岡村於1972年4月1日與金田一村合併為二戶市而脫離二戶郡，但直到1987年2月1日車站才改為現名。

## 相鄰車站
九州旅客鐵道
九州新幹線
博多－新鳥栖
鹿兒島本線
- 特急「火花」「有明」「鷗」「綠」「豪斯登堡」「音速」「日輪SEAGAIA」「由布、由布院之森」始發、終到站

■快速、■區間快速
吉塚（JA01）－博多（00）－南福岡（JB03）
■普通
吉塚（JA01）－博多（00）－竹下（JB01）
福北豐線（直通篠栗線）
- 特急「魁皇」始發、終到站

■快速、■普通
吉塚（JC01）－博多（00）

西日本旅客鐵道
山陽新幹線
小倉－（鞍手信號場）－博多
■博多南線
博多－博多南

 福岡市交通局（福岡市地下鐵）
 機場線
祇園（K10）－博多（K11）－東比惠（K12）
 七隈線
櫛田神社前（N17）－博多（N18）

### 曾經存在的路線
日本國有鐵道
筑肥線
博多－筑前簑島